# Eysenhardtia parvifolia
Eysenhardtia parvifolia är en ärtväxtart som beskrevs av Townshend Stith Brandegee. Eysenhardtia parvifolia ingår i släktet Eysenhardtia och familjen ärtväxter. Inga underarter finns listade i Catalogue of Life.